# Stefan Schumacher
Stefan Schumacher (født 21. juli 1981 i Ostfildern-Ruit i Tyskland) er en tysk professionel cykelrytter. Han cykler for det danske UCI-kontinentalhold Christina Jewelry Pro Cycling. Hans styrke er i spurter, enkeltstart og kuperet terræn.
Han var suspenderet fra cykelsporten frem til d. 21. januar 2011, efter han afleverede en positiv dopingprøve under Tour de France 2008.